# Горан Перковац
Горан Перковац  (хорв. Goran Perkovac; нар. 16 вересня 1962) — хорватський гандболіст, олімпійський чемпіон.

## Виступи на Олімпіадах
| Олімпіада    | Дисципліна | Місце |
| ------------ | ---------- | ----- |
| Сеул 1988    | гандбол    | 3     |
| Атланта 1996 | гандбол    | 1     |